# Марксовський
Ма́рксовський (рос. Марксовский) — селище у складі Александровського району Оренбурзької області, Росія.

## Населення
Населення — 417 осіб (2010; 544 у 2002).
Національний склад (станом на 2002 рік):
- росіяни — 69 %